# Lucien Hawryluk
Lucien Hawryluk (* 5. Oktober 2000 in Dortmund) ist ein deutscher Fußballtorwart. Er steht beim Drittligisten SV Waldhof Mannheim unter Vertrag.

## Karriere
Nach seinen Anfängen in der Jugend des VfL Kemminghausen wechselte er im Sommer 2011 in die Jugendabteilung von Borussia Dortmund. Nach insgesamt einem Spiel in der B-Junioren-Bundesliga, 14 Spielen in der A-Junioren-Bundesliga, einem Spiel in der Saison 2018/19, einem Spiel in der Saison 2019/20 in der UEFA Youth League und dem Gewinn der A-Jugend-Meisterschaft in der Saison 2018/19 wurde er im Sommer 2019 in den Kader von Borussia Dortmund II in der Regionalliga West aufgenommen. Nach einer Spielzeit ohne Einsatz wurde sein Vertrag nicht verlängert und er wurde vereinslos.
Im Sommer 2021 schloss er sich nach über einem Jahr Vereinslosigkeit dem SV Waldhof Mannheim in der 3. Liga an. Nachdem er dort bis dahin zunächst nur in der zweiten Mannschaft des Vereins in der Verbandsliga zum Einsatz gekommen war, debütierte er am 19. Mai 2023 in der Profimannschaft, als er am 37. Spieltag bei der 1:3-Auswärtsniederlage gegen den TSV 1860 München in der Startformation stand. Kurz zuvor hatte er seinen Vertrag bis Juni 2025 verlängert. In der anschließenden Saison 2023/24 konnte er im Verlauf der Spielzeit vorübergehend Jan-Christoph Bartels als Stammtorhüter aus dem Tor der Profimannschaft verdrängen und kam bis zum Saisonende auf insgesamt 20 Drittligaspiele.

## Erfolge
Borussia Dortmund
- Deutscher A-Junioren-Meister: 2019

SV Waldhof Mannheim
- Badischer Pokal: 2021/22